# Kilivila
Pour l’article homonyme, voir Kiriwina (homonymie).
Le kilivila (ou kiriwina) est une des langues de la pointe papoue qui fait partie des langues océaniennes. Il est parlé par 20 000 locuteurs, dont 60 % comme langue unique; dans les îles Trobriand, province de Milne Bay. Son lexique est similaire à 68 % avec le muyuw (en). L'île Kitava a un lexique similaire à 80 %. Les locuteurs emploient aussi le dobu.